# Dąb Władek z Zagrzęby
Dąb Władek z Zagrzęby – dąb szypułkowy rosnący w Karczmiskach w województwie lubelskim. Wiek drzewa ocenia się na około 690 lat. Posiada status pomnika przyrody. Jego obwód wynosi 882 cm, a wysokość to 26 m (w 2011 roku). Pokrój był nietypowy, gdyż pień dębu niegdyś rozwidlał się na wysokości ok. 3 m na dwie odnogi, lecz jedna z nich wyłamała się. Drzewo poważnie ucierpiało podczas burzy, która przeszła w nocy z 15 na 16 sierpnia 2010, złamała się wtedy jedna z odnóg, natomiast 18 sierpnia 2010 poinformowano, iż z powodu poważnych uszkodzeń drzewo musi zostać wycięte. Po protestach miejscowej ludności drzewo jednak nie zostało wycięte i odpowiednio zabezpieczone przed dalszym uszkodzeniem. 